# ダニイル・チョールヌィ

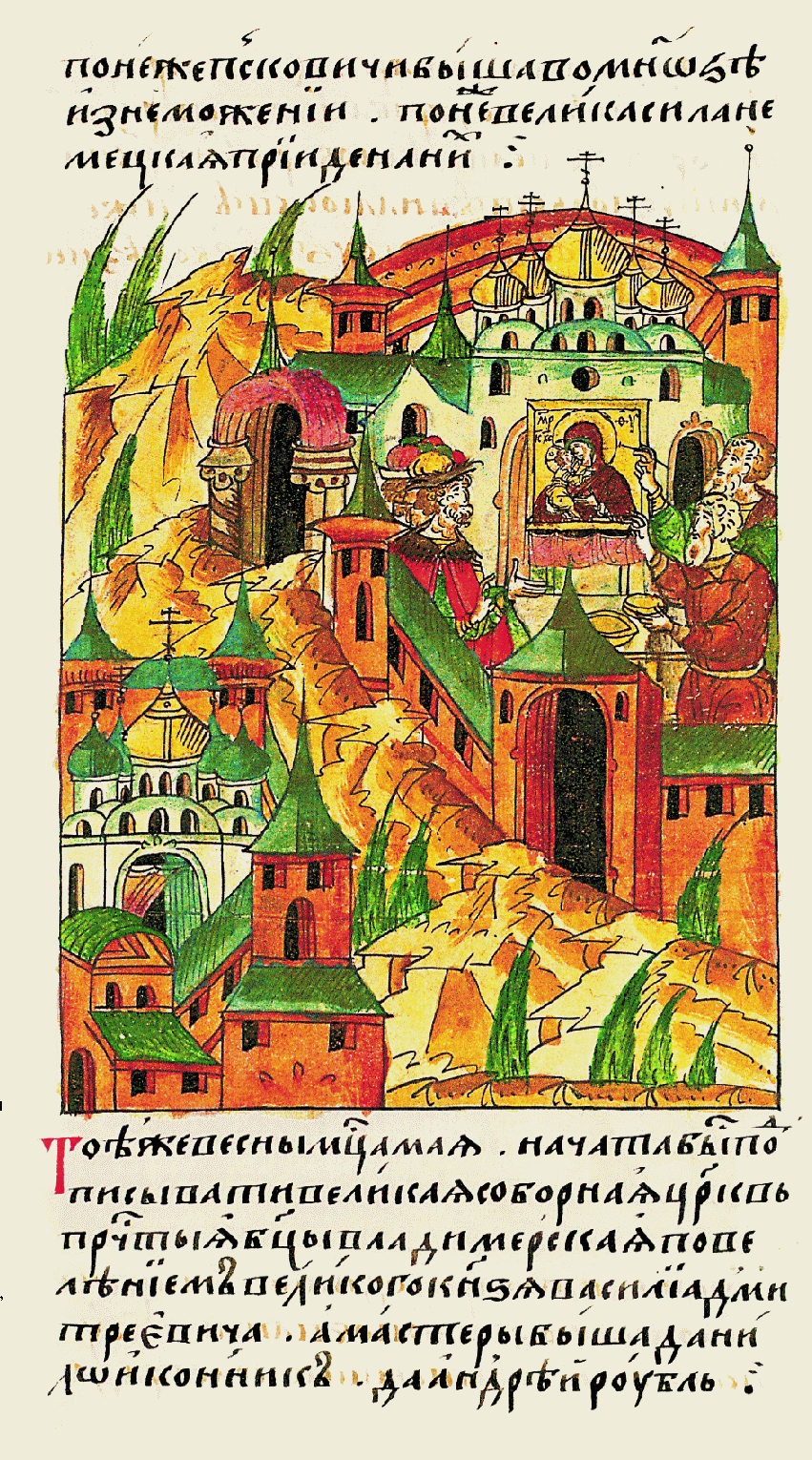
彼とアンドレイ・ルブリョフを描いた16世紀のミニチュア

ダニイル・チョールヌィ（ロシア語: Даниил Чёрный 、ラテン文字:Daniil Chyorny 、西暦 1360年 - 1430年）は、モスクワ公国の修道僧、イコン画家として秀でる。

## 生涯
彼の生涯についてはほとんどが分かっていない。仲間のアンドレイ・ルブリョフや他の画家と共同で、聖障（イコノスタシス）などの制作を手掛けた。主に活躍した教会で、ウラジーミルの生神女就寝大聖堂（1408年）、セルギエフの至聖三者聖セルギイ大修道院（1420年代）などがある。この時代の他の画家と同様、彼の手になると確証のある作品はないが、これらの大聖堂のイコン群には彼の作品が確実に含まれる。

## 展示

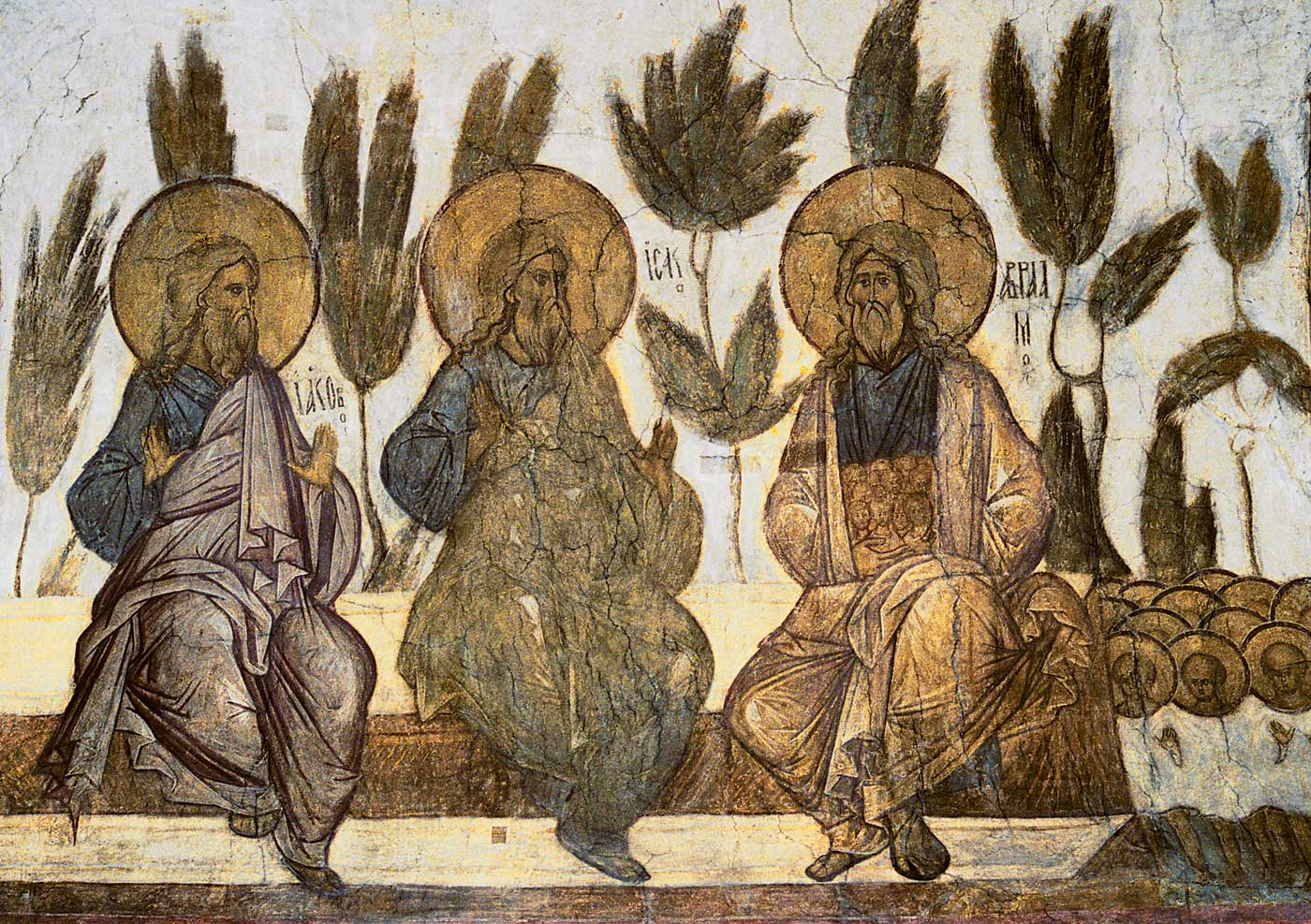
「アウラアムの饗宴」

生神女就寝大聖堂のイコンは現在、モスクワのトレチャコフ美術館とサンクトペテルブルクのロシア美術館に展示されている。
Даниил в словаре по иконописи